# ریچارد توماس چرچ

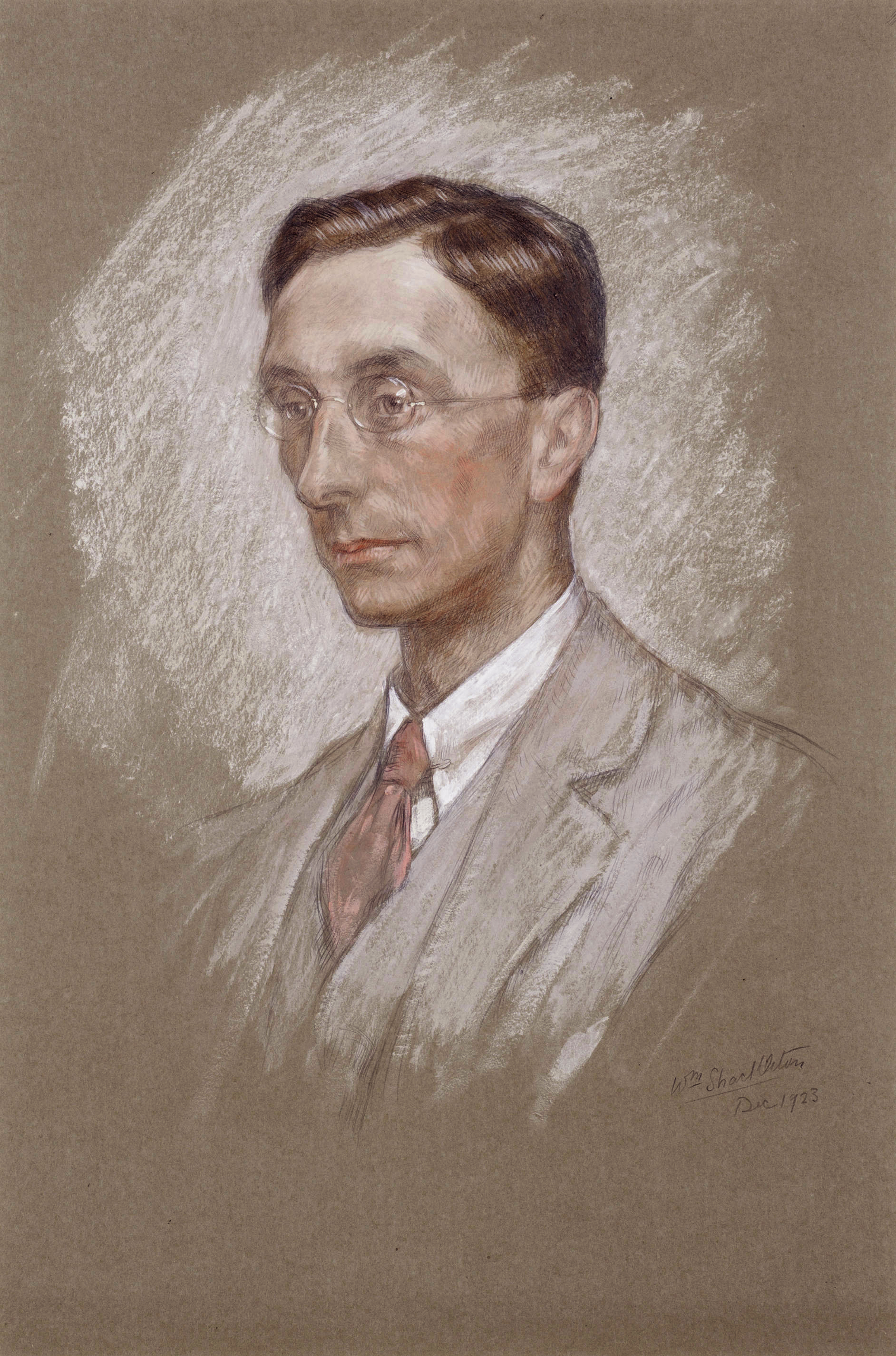
ریچارد چرچ (نقاشی توسط ویلیام شاکلتون)

ریچارد توماس چرچ (زادهٔ ۲۶ مارس سال ۱۸۹۳ میلادی ـ درگذشته به تاریخ ۴ مارس سال ۱۹۷۲ میلادی) نویسنده، شاعر و منتقد بریتانیایی بود که در کارنامهٔ حرفه ای وی، آثاری همچون چندین رمان، نمایشنامهٔ منظوم و سه جلد زندگی نامهٔ خود نوشت از وی به جا مانده‌است.

## اوایل زندگی
ریچارد توماس چرچ در تاریخ ۲۶ مارس سال ۱۸۹۳ میلادی، در منطقهٔ بترسی لندن واقع در جنوب شرقی این شهر دیده به جهان گشود. وی دومین پسر، توماس جان چرچ، کارمند ادارهٔ مرکزی پست و لاوینا آنی اورتون چرچ، معلم یک مدرسه بود و مادرش رابطهٔ فامیلی دوری با نویسندهٔ معروف بریتانیایی، جورج الیوت داشت. ریچارد تحصیلات مقدماتی خود را در مدرسه دالویچ هملت در دالویچ گذراند، لکن در سن شانزده سالگی به دلیل نیاز مادی، مجبور به ترک تحصیل گردید و به عنوان یک منشی در شعبه گمرکات و امور مالیاتی خدمات کشوری مشغول به کار شد. در سال ۱۹۱۰، ریچارد جوان در حالی که تنها هفده سال سن داشت، مادر خود را به دلیل بیماری از دست داد و موضوع این فقدان در جلد اول زندگی‌نامه اش منعکس شده‌است.
اولین کتاب شعر ریچارد با نام، سیل زندگی (The Flood of Life)، در سال ۱۹۱۷ و در هنگامی که وی ۲۴ ساله بود، منتشر شد. با این حال انتشار این کتاب، سبب نشد که ریچارد نویسندگی را به عنوان شغل تمام وقت خود برگزیند و وی تا سال ۱۹۳۳، یعنی در زمانی که چهل سال سن داشت، شغل تمام وقت دولتی خود را رها نمود و به شکل تمام وقت مشغول به نویسندگی گردید.

## زندگی حرفه ای
زندگی حرفه ای ریچارد ترکیبی از نویسندگی، روزنامه‌نگاری و نقد ادبی می‌باشد و این موضوع تا جایی ادامه یافت که وی به تدریج به یک روزنامه‌نگار و منتقد معتبر تبدیل شد و به‌طور گسترده و مستمر در خصوص تمامی مسائل بریتانیا نگارشاتی به تحریر درآورد.
اولین شعر او در کلاریون رابرت بلاچفورد ظاهر شد و تا پایان عمر با شعر در نشریات ادواری همکاری کرد. اولین پست او به عنوان ویراستار ادبی با رهبر جدید، ارگان حزب مستقل کارگر بود. او در دهه ۱۹۳۰ مدیر جشنواره شعر گفتاری آکسفورد بود. شعر بسیار گلچین شده او در جنگ جهانی اول «گل» برای اولین بار در زندگی و نامه‌ها، ژانویه ۱۹۳۵ ظاهر شد. جلد اول زندگی‌نامه چرچ، بر فراز پل (۱۹۵۵)، جایزه ادبیات ساندی تایمز را دریافت کرد، در حالی که هاوارد اسپرینگ، رمان‌نویس، آن را به عنوان «دوست داشتنی‌ترین زندگی نامه نوشته شده در زمان ما» توصیف کرد و اشاره کرد که نویسنده «زندگی کاملی یافته‌است. از افسون، و چگونه نه کمترین از افسون آن چالش آن بود.» جلد دوم، حاکم طلایی، در سال ۱۹۵۷ منتشر شد. در آن سال کلیسا توسط ملکه الیزابت دوم به عنوان فرمانده فرمان امپراتوری بریتانیا انتخاب شد.

## تجربه عرفانی
چرچ در دوران جوانی، تجربه‌ای عرفانی در یک نقاهتگاه داشت که در زندگی‌نامه خود، بر فراز پل، و همچنین توسط نویسنده غیبت‌شناس بریتانیایی کالین ویلسون بازگو شد. چرچ که از چند پنجره فرانسوی به بیرون نگاه می‌کرد، باغبانی را دید که یک درخت خشکیده را قطع می‌کرد. چیزی که بعد از مدتی به کلیسا توجه کرد این بود که منظره برخورد تبر به درخت و صدای برخورد تبر به درخت با هم هماهنگ نبودند. صدا تأخیر داشت. او ابتدا قدرت ادراک خود را باور نداشت، اما پس از تمرکز بینایی و شنوایی خود به این نتیجه رسید که در قوانین فیزیک دچار خطا شده‌است. او به این نتیجه رسید - که تا آخر عمر با او می‌ماند - که «زمان و مکان مطلق نیستند. قدرت آنها قانون نبود .» او آزادی باورنکردنی را در این تجلی تجربه کرد. "(. . .) من آزاد بودم. از آنجایی که زمان و مکان فریبنده بودند، آشکارا در تضاد با یکدیگر بودند و در بهترین حالت به جای قانون، سازش را پیشنهاد می‌کردند.» پس از این تجلیل به زودی دیگری به وقوع پیوست. از جایی که ایستاده بود احساس کرد که "(...) اندام و تنه من سبک‌تر از آن چیزی است که به نظر می‌رسید، و من فقط باید آنها را با یک عمل اراده، شاید با تغییر مکانیک فیزیکی صرف، کاهش دهم تا آنها را از بین ببرم. زمین، از ظلم گرانش». سپس زمین را ترک کرد و حدود دوازده یا هجده اینچ بالاتر از سطح زمین «در حدود اتاق» سر خورد. او به زمین بازگشت تا یک بار دیگر بلند شود.

## زندگی شخصی
ریچارد چرچ سه بار ازدواج کرد. نخستین ازدواج وی با کارولین پارفت در سال ۱۹۱۵ رخ داد که این ازدواج در نهایت به طلاق ختم شد. ازدواج بعدی وی در ۱۹ نوامبر ۱۹۳۰ با همسر دوم، خود کاترینا شیمر بود که با مرگ کاترینا در سال ۱۹۵۶ پایان یافت و ماحصل آن سه فرزند بود. آخرین ازدواج وی در ۲۵ فوریه ۱۹۶۷ با یک بیوه به نام دوروتی بیل، بود. او عشق زیادی به حومه شهر کنت داشت و این علاقه در بسیاری از آثار وی منعکس شده‌است. او گلچینی از آثار خود را در کنت منتشر کرد.

## مرگ
او و دوروتی ابتدا در منطقهٔ «اولد استیبل» زندگی می‌کردند ولی بعداً به عمارت «پریست هاوس» واقع در روستای سیسین هورست واقع در کنت نقل مکان کردند، جایی که در نهایت وی به شکلی ناگهانی در ۴ مارس سال ۱۹۷۲ در کرنبروک درگذشت.

## آثار

### مجموعه‌های شعر
- سیل زندگی (۱۹۱۷)
- طوفان (۱۹۱۹)
- فیلیپ (۱۹۲۳)
- یک پرتره از ابوت (۱۹۲۶)
- رؤیا (۱۹۲۷)
- تم با تغییرات (۱۹۲۸)
- حالت بدون اندازه (۱۹۲۸)
- مری شلی (۱۹۲۸)
- نگاه به عقب (۱۹۳۰)
- اخبار از کوه (۱۹۳۲)
- سیب کنکورد (۱۹۳۵)
- دوازده ظهر (۱۹۳۶)
- مرد تنها (۱۹۴۱)
- مزامیر قرن بیستم (۱۹۴۳)
- چراغ (۱۹۴۶)
- مجموعه اشعار (۱۹۴۸)
- منتخب اشعار غنایی (۱۹۵۱)
- وارثان (۱۹۵۷)
- شمال رم (۱۹۶۰)
- بوته سوزان (۱۹۶۷)

### رمان‌ها
- دختر الیور (۱۹۳۰)
- تابستان عالی (۱۹۳۱)
- پدر ولگرد (۱۹۳۳)
- ایوان (۱۹۳۷)
- سنگر (۱۹۳۹)
- نمونه (۱۹۴۲)
- غار ـ پنج پسر در یک غار (۱۹۵۱)
- سگ توبی. یک داستان مرزی (۱۹۵۳)
- سال‌های خطرناک (۱۹۵۶)
- بلبل (۱۹۵۸)
- درخت خرچنگ - سیب (۱۹۵۹)
- شاهزاده آلبرت (۱۹۶۳)
- اتاق درون (۱۹۴۰)[۷]
- گوزن سفید (۱۹۶۸)
- خانم موفات کوچولو: یک اعتراف (۱۹۶۹)
- ستوان فرانسوی: داستان شبح (۱۹۷۱)

### زندگی‌نامه
- بر فراز پل (۱۹۵۵)
- حاکم طلایی (۱۹۵۷)
- خانه سفر (۱۹۶۴)

### کتاب‌های دیگر
- Calling for a Spade (1939) مقالاتی دربارهٔ موضوعات کشور.
- اشتباه افلاطون (۱۹۴۱)
- Eight for Immortality، مقالاتی در مورد نویسندگان معاصر
- یک سنجاب به نام روفوس (۱۹۴۱) برای کودکان.
- جزر و مد سبز (۱۹۴۵) مقالات، عمدتاً در مورد موضوعات کشور.[۸]
- نویسندگان بریتانیایی: گالری قرن بیستم با ۵۳ پرتره (۱۹۴۸)
- پنجره ای روی تپه [۱۹۵۱]. مقالات، عمدتاً در موضوعات کشور
- کتاب‌ها و نویسندگان (رابرت لیند) پیش‌گفتار ریچارد چرچ (۱۹۵۲)
- ولگرد: نمایشنامه ای در شعر (۱۹۵۳)
- پایین رودخانه (۱۹۵۷) برای کودکان.
- یک پنجره روستایی؛ دور مقاله (۱۹۵۸)
- لحظه‌های کوچک. تزئین شده با حکاکی روی چوب توسط جان هسل (۱۹۵۷) مقالات.
- زنگ‌های چاودار. جلو. توسط مایکل هوبارد (۱۹۶۰) برای کودکان.
- اکتبر آرام، مقالات (۱۹۶۱)
- رشد رمان انگلیسی (۱۹۶۱)
- قدم زدن قبل از تاریک شدن هوا: مجموعه از مقالات (۱۹۶۵)
- پارک‌های سلطنتی لندن. با نقاشی‌های ویکتور کولی (۱۹۶۵)
- یک پرتره از کانتربری (۱۹۶۸)
- صحبت کردن با صدای بلند (۱۹۶۸)
- شگفتی کلمات (۱۹۷۰)
- برداشت قارچ: و سایر مقالات پراکنده (۱۹۷۰)